# Judea

Mapa del sudeste del Levante, c. 830 a. C.:
Reino de Israel
Reino de Judá
Estados fenicios
Reino de Aram-Damasco
Reino de Ammon
Reino de Moab
Reino de Edom
Ciudades-estado filisteas

Judea (en hebreo: יהודה‎, pronunciación moderna: Yehuda, pronunciación tiberiana: Yəhûḏāh, en griego: Ἰουδαία Ioudaía, y en latín: Jūdaea) es el antiguo nombre hebreo, griego y latino de la región montañosa ubicada en las tierras altas meridionales de la región histórica de Palestina.
El topónimo deriva de la tribu y luego reino de Judá, y data de por lo menos la segunda Edad de Hierro (siglo IX a. C.). El registro más antiguo del nombre se encuentra en una tablilla cuneiforme hallada en Nimrud, (antigua Kalkhu, una de las capitales del Imperio Asirio) de aproximadamente el año 733 a. C. Allí aparece transcripto como KUR. ia-ú-da-a-a, es decir, [País] Yaudaya.
Durante el imperio babilónico el nombre se mantuvo como Yehud, una unidad administrativa menor, y Yehud Medinata bajo el dominio del imperio persa aqueménida; subordinada a la satrapía de Eber Nari. Incorporada como Judea al imperio de Alejandro, sus nombres griego y hebreo fueron usados bajo el dominio lágida y seleúcida. Tras la exitosa rebelión de los Macabeos, Judea fue durante un corto tiempo un reino cuyos límites se extendían más allá de la región original hasta abarcar gran parte de lo que luego los romanos llamarían Palestina. Este reino se convirtió en cliente de Roma desde mediados del siglo I a. C. y bajo Herodes alcanzó su mayor extensión. En el siglo I de nuestra era, Judea fue el nombre de una provincia romana de extensión variable. Esta provincia protagonizó una gran rebelión contra el Imperio y fue sometida nuevamente en el año 70 de nuestra era, manteniendo su nombre, como evidencian las monedas acuñadas con motivo de la victoria romana.

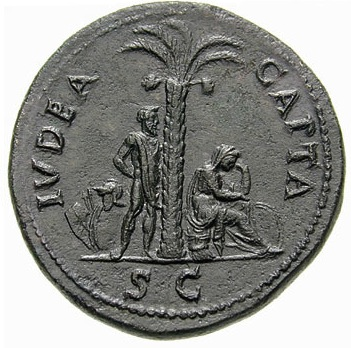
Anverso de un sestercio romano acuñado por orden del emperador Vespasiano para conmemorar la reconquista de Judea. La inscripción dice IVDAEA CAPTA (Judea cautiva, o vencida) con la imagen de una mujer bajo una palmera vigilada por un legionario romano.

En el siglo II estalló una nueva rebelión, liderada por Bar Kojba, que terminó una vez más en derrota en el año 135. Como consecuencia, la región fue incorporada a la provincia de Siria con el nombre de Palestina, un cambio que es visto por algunos historiadores como un intento de borrar los lazos del pueblo judío con este territorio, si bien esta conclusión es cuestionada por otros estudiosos.
La región, no obstante, nunca dejó de ser llamada Judea; en especial por las menciones bíblicas del topónimo, muchas veces para denominar toda la región conocida por la Cristiandad como Tierra Santa. Así, en el año 200, el escritor cristiano Sextus Julius Africanus, citado por Eusebio (Historia Eclesiástica 1.7.14), menciona a Nazaret como un «pueblo de Judea». Por otro lado, autores judíos contemporáneos como Filón de Alejandría y Flavio Josefo usaron también el término Palestina. En cualquier caso, el término Judea fue de uso meramente geográfico desde el siglo II hasta el XX. 
En 1948, el territorio conocido como Judea fue incluido, en gran parte, dentro del reino de Jordania como parte de la llamada Margen Occidental (del Jordán), ocupada por Israel desde 1967. El término Judea (en sentido geográfico) se volvió a utilizar por el gobierno israelí en el siglo XX como parte administrativa del distrito del área de Judea y Samaria, refiriendo al territorio generalmente conocido como Cisjordania.

## Toponimia

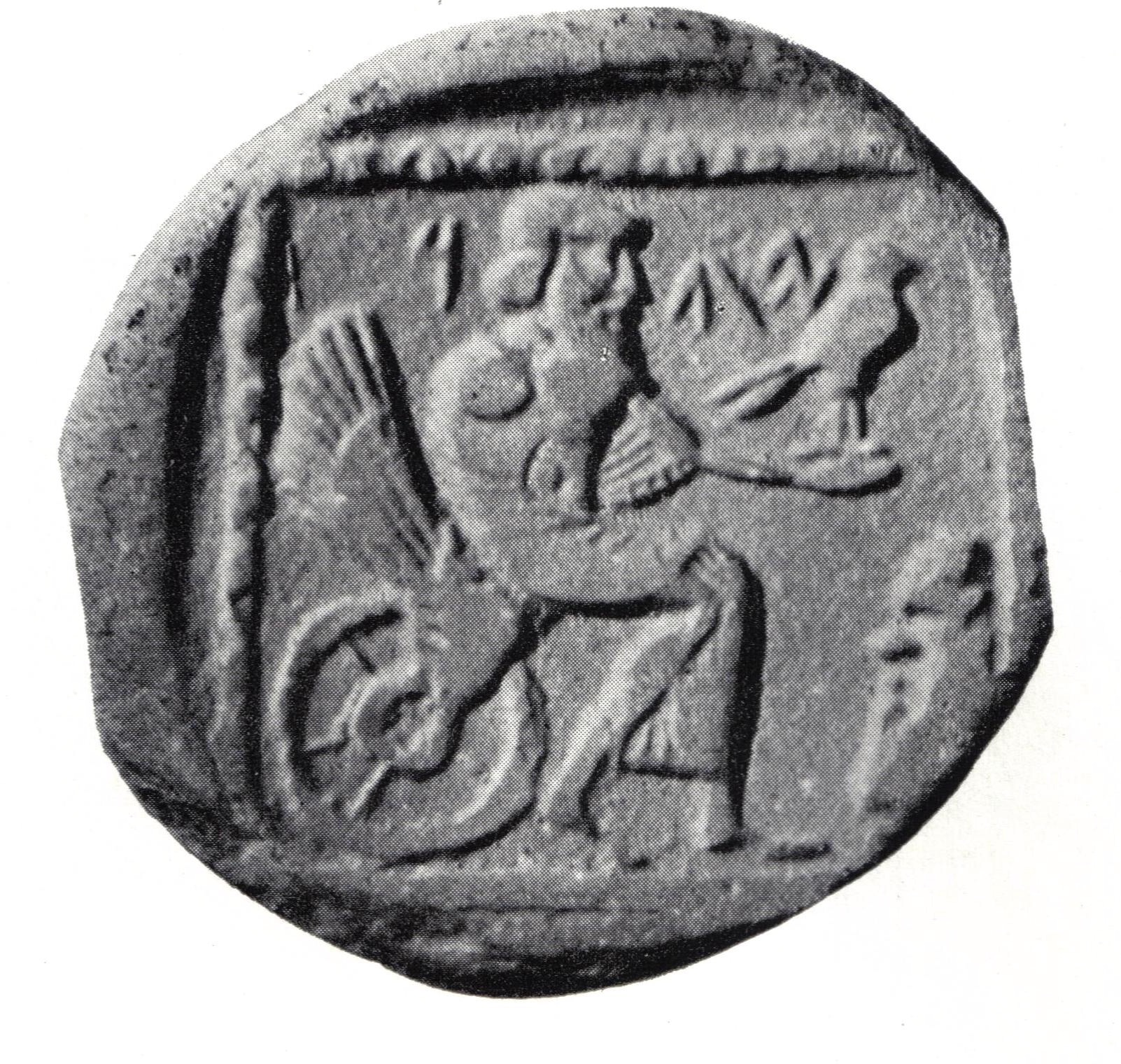
Moneda de administración persa en Judea del año c. 400 a. C., que muestra una deidad sentada sobre una rueda alada, a menudo interpretada como Yahweh con las letras YH frente a la cabeza y la D atrás de la misma. Es probable que no sea YH-D sino YH-W, una forma para YHWH.

Judea llegó al español desde el latín, el cual a su vez lo tomó del griego, en ambos casos como adaptación del nombre hebreo Yehud, generalmente trascrito como Judá.  Según la Biblia, el nombre deriva en última instancia del supuesto ancestro de la tribu de Judá, el patriarca Judá, hijo de Jacob y de Lea. Este nombre se relaciona con la raíz hebrea y-d-h (ידה), «agradecer» o «alabar» a partir de un relato etiológico contenido en el libro del Génesis (29:35) donde se narra que Lea exclama ante el nacimiento de su cuarto hijo:  «Esta vez alabaré a Yahveh» a lo que agrega el redactor: «... por esto llamó su nombre Judá» que significaría «Yo agradezco» o bien; «Agradecimiento a Yahw». Actualmente esta etimología no es aceptada y se considera que Judá es un topónimo de significado desconocido. Lipinski lo relaciona la raíz semítica w-h-d (והד) que denota una hendidura y dio origen al árabe wādī (وَادِي) Según esta hipótesis, Judá sería «la (tierra) de los barrancos» o «de los wadis».
Durante la época de dominio persa en Yehud Medinata se estamparon varias monedas con el nombre hebreo יהד (YHD), esto podría interpretarse de forma teológica como una contracción de Y-hw-H «YahveH» más la raíz «alabar», o la conjugación de Y (י «lugar») con whd (והד barrancos).
En el uso  se emplea el término de origen hebreo Judá, con su gentilicio judaíta, para designar a la tribu y el reino al cual dio origen con capital en Hebrón y luego en Jerusalén; el cual desapareció tras la conquista babilónica en el siglo VI a. C. El uso de la forma Judea, con el gentilicio judío, corresponde al período posterior al exilio y se extiende hasta la época romana, siglo II, y el presente.

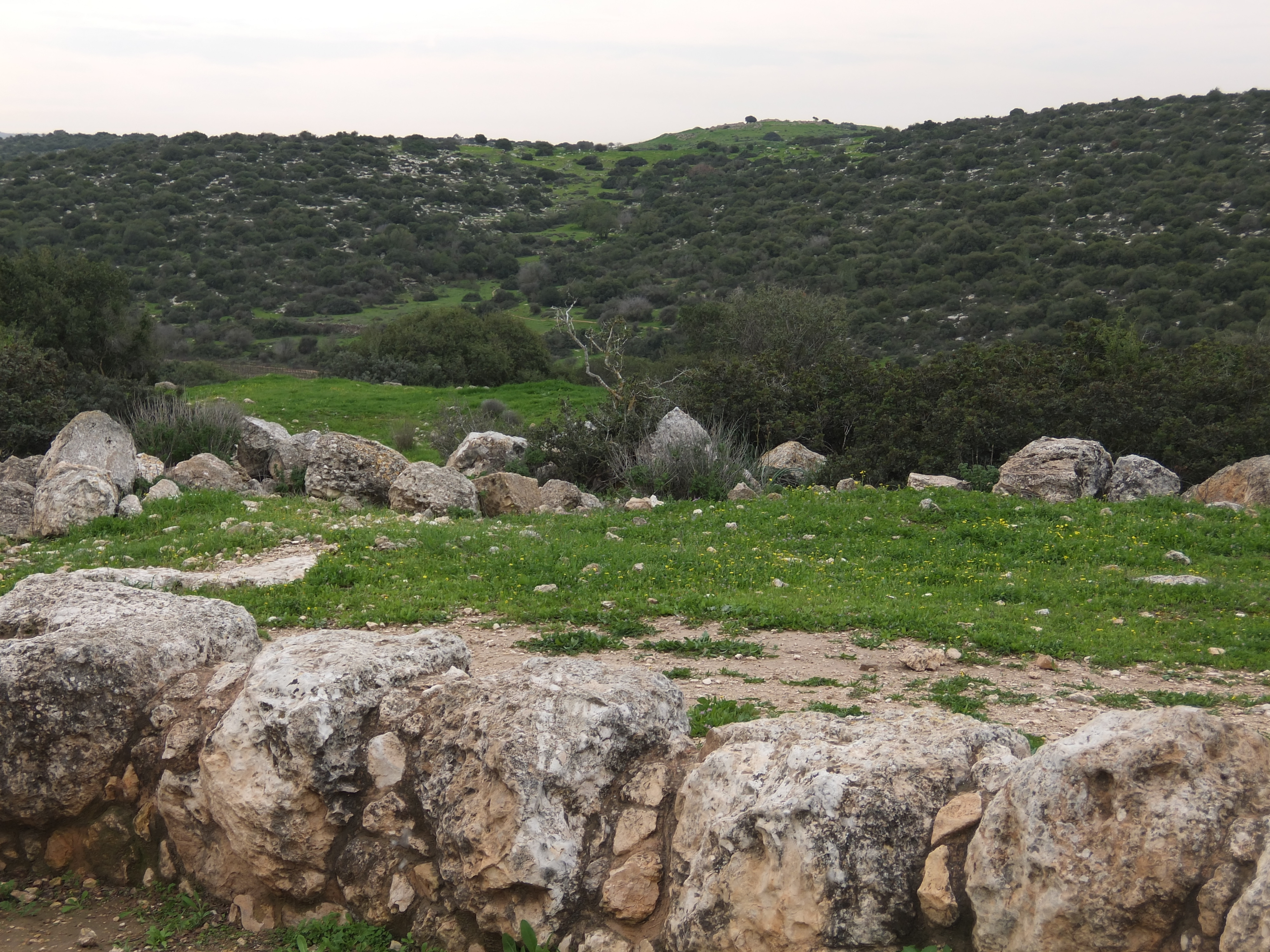
Horvat 'Ethri (hebreo) o Umm Suweid (árabe). Sitio arqueológico de un asentamiento judío ubicado en las colinas de Judea que data de la época del Segundo Templo.

## Localización y límites históricos
El historiador judeorromano Flavio Josefo describió a la región en su libro La guerra de los judíos:

En los límites de Samaria y Judea se encuentra el pueblo de Anuath, que también se llama Borceos.  Este es el límite norte de Judea. Las partes del sur de Judea, si se miden a lo largo, están delimitadas por una aldea contigua a los confines de Arabia; los judíos que habitan allí la llaman Jordania. Sin embargo, su amplitud se extiende desde el río Jordán hasta Joppa. La ciudad de Jerusalén está situada en el medio; por lo que algunos, con bastante sagacidad, han llamado a esa ciudad el ombligo del país. De hecho, tampoco Judea carece de las delicias que provienen del mar, ya que sus lugares marítimos se extienden hasta Ptolemaida: estaba dividida en once porciones, de las cuales la ciudad real de Jerusalén era la suprema, y presidía todo el país vecino, como la cabeza hace sobre el cuerpo. En cuanto a las otras ciudades que eran inferiores a ella, presidieron sus varias toparquías; Gofna era la segunda de esas ciudades, y al lado de esa Acrabatta, después de ellas Thamna, y Lydda, y Emaús, y Pella, e Idumea, y Engaddi, y Herodium, y Jericó; y después de ellos venían Jamnia y Joppa, como presidentes de los vecinos; y además de estos estaba la región de Gamala, y Gaulanitis, y Batanea, y Traconitis, que también son partes del reino de Agripa. Este [último] país comienza en el Monte Líbano, y las fuentes del Jordán, y llega hasta el lago de Tiberíades; y en longitud se extiende desde un pueblo llamado Arfa, hasta Julias. Sus habitantes son una mezcla de judíos y sirios. Y así, con toda brevedad posible, describí el país de Judea y los que se encuentran a su alrededor.
Josefo, Las guerra de los judíos Libro III, 3, 5.

## Geografía

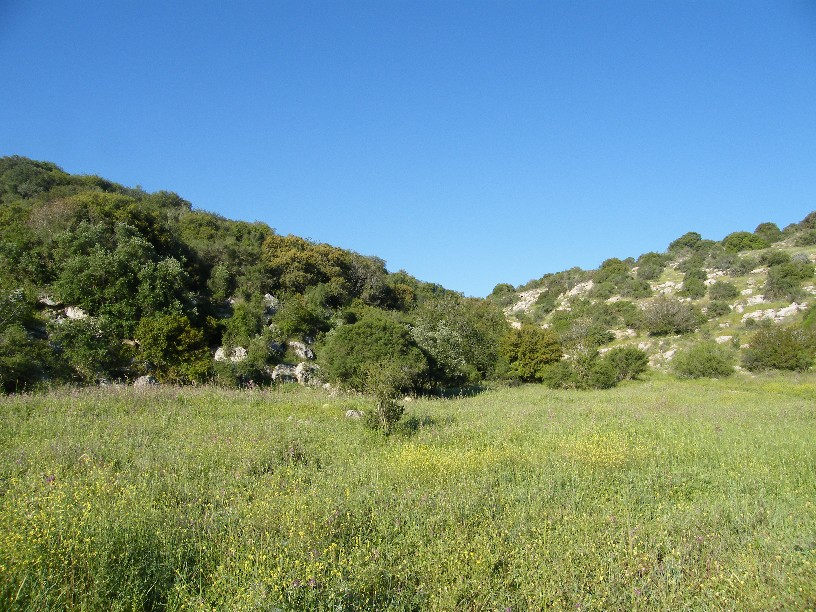
Flora de tipo mediterránea (robles y terebintos) en el Valle de Elah, al sudoeste de Judea.

Judea es una región montañosa, parcialmente desértica. Presenta un enorme rango de alturas, desde los mil metros en el sur (monte Hebrón, 1020 m) a 400 m bajo el nivel del mar en la parte oriental, ribereña del Mar Muerto.
Los geógrafos dividen a Judea en varias regiones: las montañas de Judea al sur, las alturas de Jerusalén en el centro, las colinas de Betel, al norte, y el desierto de Judea al este, el cual desciende en terrazas hacia el Mar Muerto. Las colinas se caracterizan por su estructura anticlinal y se sabe que en la antigüedad y hasta los tiempos de Imperio Otomano,  las colinas estaban cubiertas de bosques.
Es también una región muy diversa desde el punto de vista climático, desde un clima mediterráneo en el oeste hasta uno desértico en el este, con una zona esteparia entre ambos. Esto queda ilustrado por los registros de precipitaciones anuales, desde 600 mm en los alrededores de Jerusalén occidental las cuales disminuyen hasta 400 mm en Jerusalén oriental y llegan a menos de 100 mm en el desierto de Judea. 
Las principales áreas urbanas de la región incluyen las ciudades históricas de Jerusalén, Belén, Jericó y Hebrón. Un asentamiento moderno muy importante es Gush Etzion.

## Historia

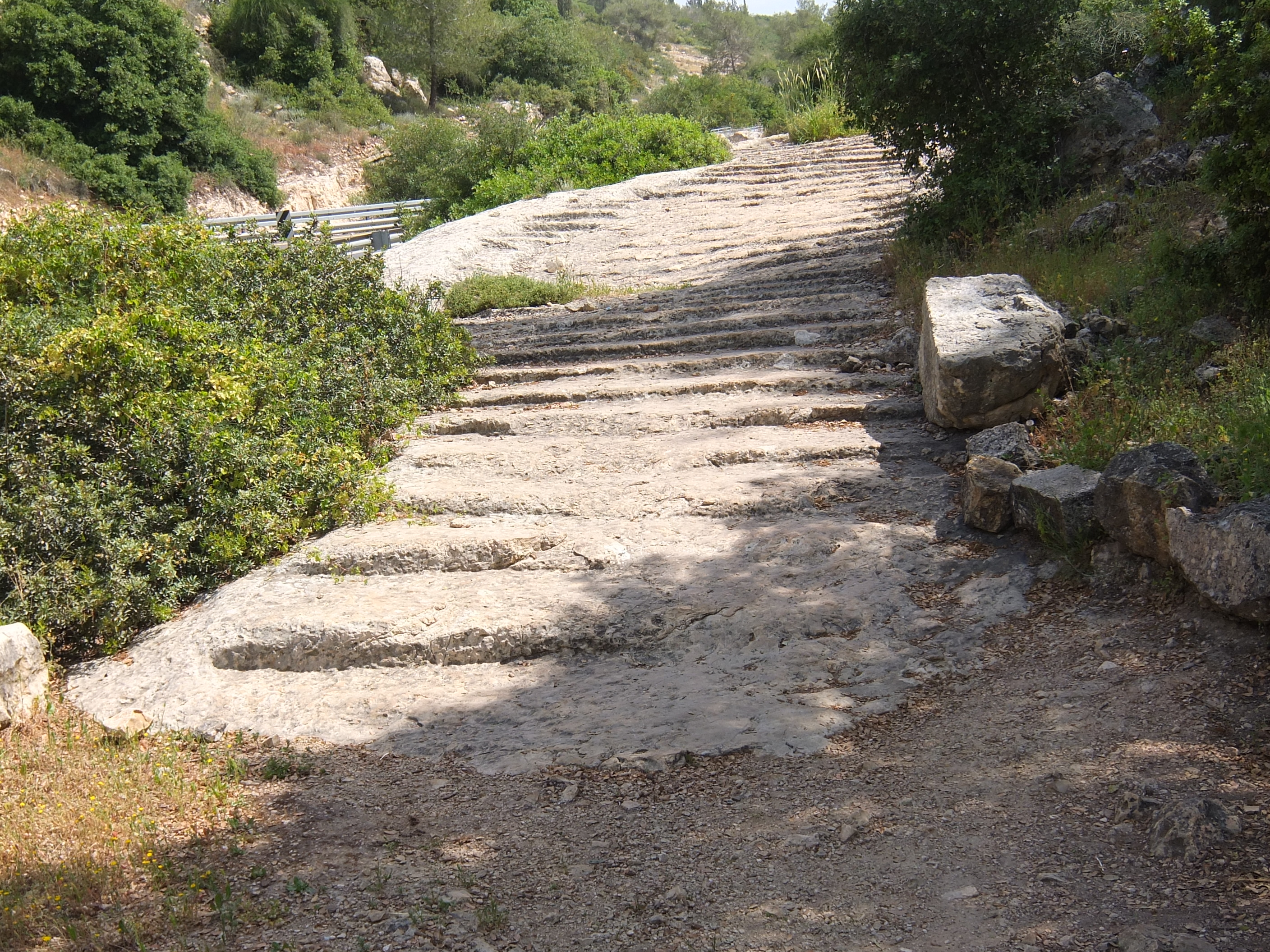
Antigua vía romana en las proximidades de la Autopista regional 375, en Israel.

### Prehistoria
Habitada desde la prehistoria, hay testimonios de asentamientos ya desde el Paleolítico superior, en torno al XIV milenio antes de nuestra era, es uno de los centros principales de la cultura natufiense, a la que siguió el Khiamiense. Durante las fases finales del calcolítico, se desarrolla la cultura ghasuliense, de la cual deriva la civlización cananea que se manifiesta ya en la Edad del Bronce. Esta cultura desarrolla un estilo propio de agricultura combinada con pastoreo trashumante.

### Edad del Bronce
A comienzos de la Edad del Bronce existen testimonios, en los archivos de la ciudad de Ebla, de algunas ciudades ubicadas en lo que sería el territorio de Judea, como Jerusalén, menciones que se repiten en los textos de maldición egipcios. 
Al final del Bronce Antiguo hay un retroceso de la vida urbana, pero la cultura cananea resurge en el Bronce Medio, integrada a una red de intercambio internacional centrada en Mesopotamia, pero que llega hasta Egipto como testimonia el cuento de Sinhué.
En el Bronce Reciente, las Cartas de Amarna revelan la existencia de pequeños estados en la región,los cuales dependen estrechamente de Egipto, entre ellos los reinos de Jerusalén y de Hebrón. En esta época aparecen por primera vez los habiru, bandas de refugiados, temidos por los reyes locales y en los que se ha visto el origen remoto del término hebreo.  
A finales del período y comienzos del Hierro, el poder egipcio en la región colapsa, lo que lleva al desarrollo de estados locales. Entre ellos la tribu, luego reino, de Judá.

### Reino de Judá
La historia antigua del reino de Judá es incierta; la Biblia indica que los hebreos procedentes de Egipto derrotaron a las ciudades estado cananeas y se asentaron como una confederación de doce tribus, una de las cuales era Judá. La confederación se convirtió en un reino cuyo segundo monarca, David, procedía de Judá y estableció su capital en la ciudad neutral de Jerusalén. El sucesor de David fue Salomón, quien rigió un extenso reino que abarcaba toda Palestina y hasta partes de Siria. El Reino Unido de Salomón se dividió bajo su heredero: al norte se estableció el Reino de Israel y al sur el de Judá, gobernado por descendientes de David. Esta síntesis no es considerada histórica por la arqueología y la mayor parte de los historiadores.
El Reino Unido de Israel nunca existió y Judá, un distrito rural, solamente emergió como estado a partir del siglo IX a. C. y bajo el control del Reino de Israel con capital en Samaria. Sin embargo, cuando este estado fue conquistado por el imperio neoasirio en 720 a. C. Judá permaneció independiente, pero como vasallo de Asiria. Esto favoreció un crecimiento de la población, incrementada con emigrados del norte, y el desarrollo económico del reino. A partir de finales del siglo VII a. C., Judá entró en la esfera de influencia de Babilonia y quedó envuelta en las luchas entre esta y los egipcios, como resultado de las cuales cayó en 587 a. C. La ciudad de Jerusalén fue destruida y parte de los pobladores del reino, en especial la aristocracia, es llevada cautiva a Babilonia.

### Imperios sucesivos
Entre los siglos VI a. C. y II a. C., Judea, fue parte de los imperios del Cercano Oriente, generalmente como una unidad administrativa menor dependiente de otras provincias. En este período Judea se constituyó en torno a Jerusalén en forma de Estado-Templo, regida por una aristocracia sacerdotal y algunas familias terratenientes. 
En la historiografía judía, esta época es conocida como del Segundo Templo. En la tradición cristiana protestante se la denomina, parcialmente, período intertestamentario, pues no aparece registrada en la Biblia hebrea, salvo un breve período cubierto por los libros de Esdras y Nehemías, y precede a los tiempos descriptos en el Nuevo Testamento.
Durante estos siglos tuvo lugar la elaboración de una serie de escritos que terminaron por formar el llamado Antiguo Testamento o Biblia hebrea, compendio de libros sagrados del judaísmo y, más tarde, del cristianismo. Ambas religiones se originaron en el territorio de Judea.

#### Babilonia y Persia
A partir de la toma de Jerusalén en 586 a. C., el reino se convirtió en una provincia de Babilonia, con Godolías, un nativo, como gobernador o incluso rey. Según Miller y Hayes, la provincia tenía como límites a Betel al norte, Jericó al este, Bet Zur en el oeste y Enguedí al sur, su capital era la ciudad de Mizpah, no Jerusalén, la cual estaba habitada pero parcialmente en ruinas. El nombre de la provincia fue Yehud, forma aramea del nombre hebreo. Guedalías, que no pertenecía a la Casa de David, fue asesinado por un miembro de ésta, lo que llevó a una nueva revuelta suprimida por los babilonios en 581 a. C. Si bien una parte de la población fue deportada después de ambas rebeliones, la provincia no quedó despoblada por completo. 
El colapso del Imperio Babilónico en 539 a. C., significó el traspaso de la provincia al Imperio Aqueménida, manteniendo el nombre de Yehud, si bien en la historiografía se prefiere la transcripción aramea de Yehud Medinata, dependiente de la Satrapía de Abar Nahara, es decir, «más allá del Río (Éufrates)». Bajo los nuevos soberanos, se produjo el retorno de los descendientes de los deportados, aunque no todos, quienes entraron en conflicto con los pobladores que habían quedado en la provincia, llamados despectivamente am ha'aretz.

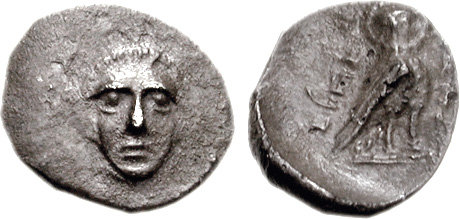
Moneda acuñada por Ezequías, gobernador de Yehud Medinata (ca. 375 - 333 a. C.). Nótese la presencia de mochuelo de Atenea en el reverso.

Yehud Medinata, fue regida por gobernadores judíos, a veces enviados por el rey de reyes, a veces seleccionados entre la población local. Se trataba de un territorio similar al de la provincia babilónica, con capital en la ciudad de Jerusalén, la cual fue reconstruida y poblada por emigrados de Babilonia. Durante este período se reconstruyó el Templo de Jerusalén, al cual se le otorgó el estatus de único legítimo, se implantó el monoteísmo y se elaboraron las leyes de pureza. Según la mayor parte de los estudiosos, la Torá en su forma actual fue redactada en esta época y con el auspicio de la administración persa. 
A partir del siglo IV a. C., el Sumo Sacerdote, perteneciente a la antigua familia de Sadoc,  adquirió mayor poder en la provincia, por encima del gobernador.

#### Lágidas

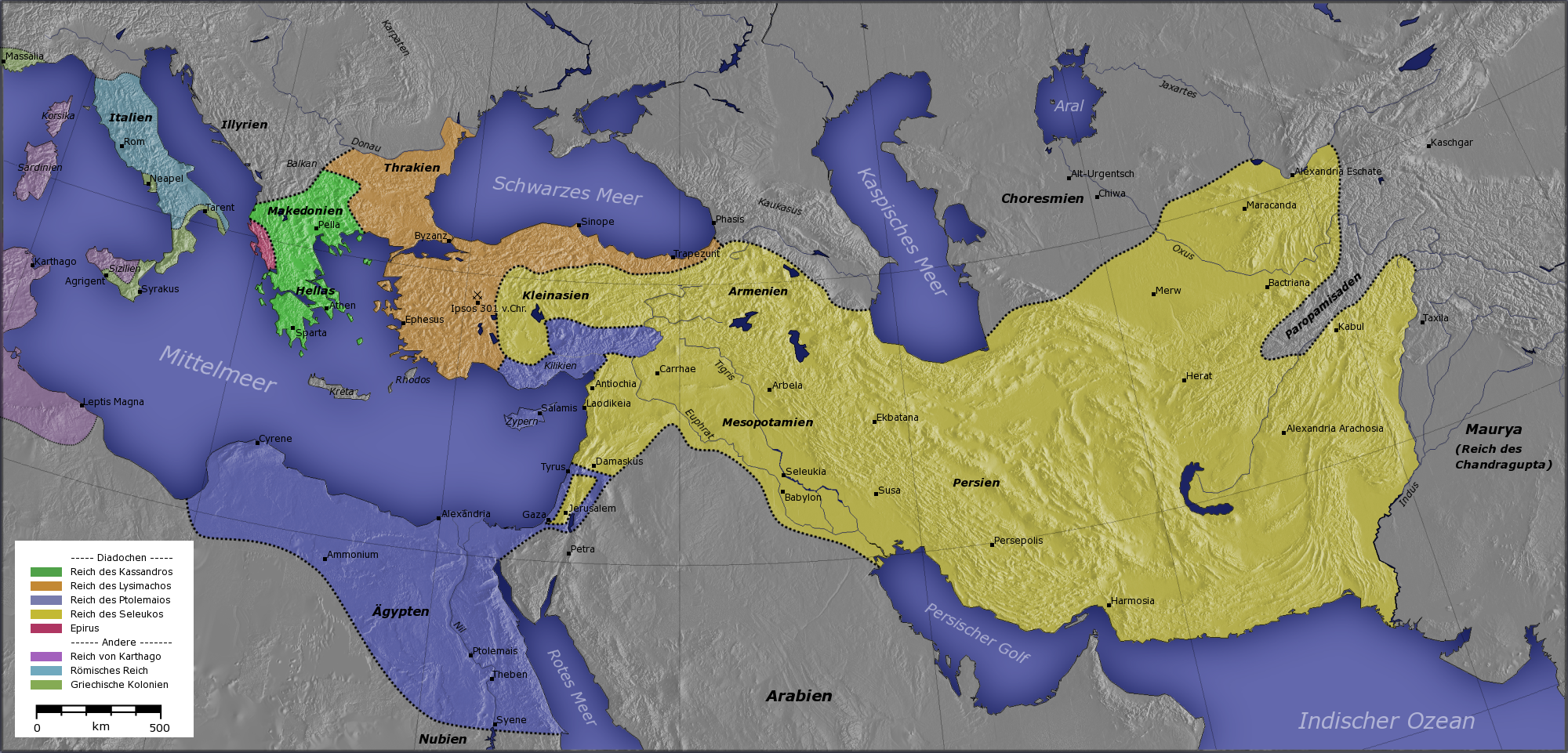
A comienzos del siglo II a. C., el Imperio Seleúcida (amarillo) se apodera de los territorios de Fenicia, Galilea, Samaria, Idumea y Judea a expensas de Egipto (azul).

Hacia 330 a. C., la provincia pasó a depender del imperio creado por Alejandro Magno. Después de la muerte del conquistador, Judea se vio afectada por las disputas de los diádocos, concretamente entre Ptolomeo de Egipto y Seleuco de Siria, conflicto que el libro bíblico de Daniel (compuesto un siglo y medio después) resume como la guerra entre el Rey del Norte y el Rey del Sur. Entre 319 y 302 a. C., «Jerusalén cambió de manos siete veces».
En el siglo III a. C., sin embargo, Judea fue gobernada como una provincia de Egipto y gozó de gran prosperidad

#### Seleúcidas
Las campañas de Antíoco III, el Grande, contra Ptolomeo V culminaron con la victoria del primero en Panion en el año 200 a. C. Con esto, Judea pasó definitivamente al poder del Imperio Seleúcida. Este dominio llevó a un conflicto interno dentro de la aristocracia provincial, el cual tomó la forma de una lucha religiosa.

### Reino de Judea
La guerra civil en Judea se convirtió en un levantamiento contra el dominio seleúcida, liderado por la familia sacerdotal de los Macabeos, más tarde llamados Asmoneos. Este movimiento, logró una amplia autonomía de la provincia, la cual fue gobernada por un Sumo Sacerdote, de la familia asmonea, con el título de etnarca. A fines del siglo II a. C. el etnarca Judá Aristóbulo se proclamó rey.  
El Reino de Judea abarcó un territorio mucho más extenso que el de la antigua provincia con la conquista de Idumea al sur, Samaria y Galilea al norte y Perea y Gaulanítide en Transjordania, de manera que se convirtió en una potencia regional. Las luchas por la sucesión del trono entre los últimos asmoneos abrieron la puerta a la intervención romana. En efecto, la República romana era aliada de los Macabeos desde el siglo II. Durante las fases finales de la Tercera Guerra Mitrídatica el procónsul Pompeyo se quedó atrás para asegurar la zona para Roma. La reina de Judea, Salomé Alejandra, había muerto recientemente y estalló una guerra civil entre sus hijos, Hircano II y Aristóbulo II, quienes reclamaron la ayuda de Roma y Partia, respectivamente. En 63 a. C. Pompeyo tomó Jerusalén, nominalmente como aliado de Hircano II quien asumió el poder como Sumo Sacerdote y etnarca pero no como rey. De esta manera Judea perdió su independencia, convirtiéndose en un reino tributario del Imperio romano.   

### Reino de Judea bajo Herodes

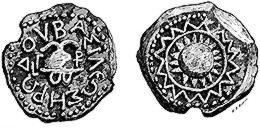
Moneda de cobre acuñada por orden de Herodes, con la inscripción: «ΒΑΣΙΛΕΩΣ ΗΡΩΔΟΥ» («Del Rey Herodes»)

En 37 a. C., en el marco de la lucha contra los partos que controlaban Judea, Herodes, hijo de Antípatro, ministro de Hircano, desplazó al último gobernante asmoneo Antígono Matatías siendo coronado rey de Judea por el Senado romano.
En el año 6 d. C. Herodes Arquelao quien sucedió a su padre en el trono de Judea en el año 4 a. C., fue depuesto por los romanos a pedido de la aristocracia local, y el Reino de Judea fue convertido en provincia, bajo procuradores, dependientes de la provincia romana de Siria. En el año 41 d. C. el Reino de Judea fue restablecido efímeramente por el emperador Claudio en la persona de Agripa I, último rey de los judíos.A la muerte de este soberano, año 44, la provincia se restauró bajo el mando de procuradores, manteniéndose la subordinación a Siria.

### Provincia Romana
En el año 6 d. C., Judea quedó bajo el dominio romano directo como la parte sur de la provincia de Judea , aunque los judíos que vivían allí todavía mantenían alguna forma de independencia y podían juzgar a los infractores con sus propias leyes, incluidos los delitos capitales, hasta aproximadamente el año 28 d. C. . La provincia de Judea, durante el período helenístico tardío y el Imperio romano temprano , también estaba dividida en cinco regiones: Jerusalén, Gadara, Amathus, Jericó y Séforis,   y durante el período romano tenía once distritos administrativos ( toparquías): Jerusalén, Gofna, Akrabatta,Tamna, Lod, Emaús, Pella, Idumea, Enguedí, Herodion y Jericó . 

#### Judea
En el año 66 d. C., gran parte de la población judía se levantó contra el dominio romano en una revuelta que culminó en la primera guerra judeorromana. Los rebeldes fueron derrotados, Jerusalén fue sitiada y en el año 70 d. C., arrasada, siendo destruido el Segundo Templo. Según el historiador Flavio Josefo gran parte de la población fue asesinada o esclavizada,no obstante numerosos judíos continuaron habitando la provincia, que conservó su antiguo nombre, siendo gobernada por un legado, independiente de la provincia de Siria. 
En el año 132 estalló la tercera guerra judeorromana, conocida como revuelta de Bar Kojba (132-136 d. C.). Después de una serie inicial de victorias, el líder rebelde pudo formar un estado judío independiente que duró varios años e incluyó la mayor parte del distrito de Judea, incluidas las montañas y el desierto de Judea, así como el norte del Néguev, pero probablemente no otras regiones del país.
Cuando los romanos finalmente pusieron fin al levantamiento, la mayoría de los judíos de Judea fueron asesinados o desplazados, y un número considerable de cautivos, vendidos como esclavos, dejando el distrito en su mayoría despoblado. Los judíos fueron expulsados de los alrededores de Jerusalén.   Ninguna aldea en el distrito de Judea cuyos restos han sido excavados hasta ahora no ha sido destruida durante la revuelta. La población judía de la nueva provincia se concentró fuera de los límites de Judea, principalmente en Galilea, el valle de Beth She'an, el Carmelo y la llanura costera (especialmente en Lida, Jope y Cesarea), pero algunas comunidades judías más pequeñas siguieron viviendo en  las regiones norte y sur de la antigua Judea, incluidas las colinas del sur de Hebrón y las orillas del Mar Muerto. Las tierras cultivables de la región fueron confiscadas por los romanos, quienes las otorgaron a veteranos, lo que inició un proceso de romanización. 

### Palestina
El emperador Adriano cambió el nombre de la provincia de Judea a Siria Palestina, según algunos historiadores para erradicar el nacionalismo judío, aunque no todos los autores coinciden con esta interpretación, que carece de base documental.
Sobre las ruinas de Jerusalén los romanos construyeron la colonia de Aelia Capitolina, poblada por veteranos de habla latina y por griegos. A los judíos les fue vedado asentarse en la ciudad, y sólo obtuvieron el permiso de entrar en ella una vez al año para conmemorar la destrucción del Templo. Cuando el Imperio hizo del cristianismo su religión oficial, muchas propiedades fueron cedidas a la Iglesia.

### Califato
El sitio de Jerusalén fue un episodio del conflicto que enfrentó en el 637 al Imperio bizantino con el Califato ortodoxo. Comenzó cuando el ejército musulmán al mando de Abu Ubaidah emprendió el asedio de la ciudad en noviembre del 636. Tras seis meses de cerco, el patriarca Sofronio capituló, a condición de que la ciudad se entregase al califa en persona. En consecuencia, en abril del 637, el califa Omar acudió a la ciudad a recibir la rendición de la plaza de manos del patriarca.
La conquista musulmana de Jerusalén afianzó el dominio árabe de Palestina, que no se vio amenazado hasta varios siglos después, por la primera cruzada (siglo XI). La ciudad devino un lugar sagrado para la nueva religión, como ya lo era para el judaísmo y el cristianismo. En el 613, la revuelta judía contra Heraclio había allanado la conquista de la ciudad por los sasánidas y había permitido a los hebreos obtener una cierta autonomía de estos, que concluyó cuando los persas se retiraron de la región quince años después, apenas una década antes de la invasión islámica.

#### Omeyas
La ciudad fue una de las primeras conquistas del Califato árabe en el año 638. Está registrado en las Crónicas de Guillermo de Tiro que Umar vino personalmente a recibir la llave de la ciudad de manos del patriarca ortodoxo griego, Sofronio, e invitó a ofrecer oraciones musulmanas en la Iglesia del Santo Sepulcro. Umar eligió orar  a cierta distancia de la iglesia, para no poner en peligro su condición de templo cristiano. Cincuenta y cinco años después, se construyó la Mezquita de Omar (distinta de la última, Mezquita Ayubí de Omar, ubicada al sur de la iglesia) en el sitio donde oró. Después de la caída de Jerusalén, Umar permitió a los judíos practicar su religión libremente y vivir en Jerusalén. Sesenta años más tarde, el califa de la dinastía omeya Abd al-Malik encargó y completó la construcción de la Cúpula de la Roca sobre la Piedra Fundamental en el Monte del Templo de Jerusalén Aunque el Corán no menciona el nombre «Jerusalén», el hadiz especifica que fue desde Jerusalén desde donde Mahoma ascendió al cielo en el Viaje Nocturno, o Isra y Miraj. Al-Malik construyó la Cúpula octagonal y con hojas de oro sobre el lugar desde donde se creía que Mahoma había ascendido al cielo. La mezquita de Al-Aqsa (llamada así por ser la «mezquita más lejana») también se construyó cerca, nuevamente en honor a la historia del Viaje Nocturno.
Bajo los primeros siglos del gobierno musulmán, especialmente durante las dinastías omeya (650-750) y abasí (750-969), la ciudad prosperó; los geógrafos del siglo X Ibn Hawqal y Al-Istajri la describen como «la provincia más fértil de Palestina», mientras que su geógrafo nativo al-Muqaddasi (nacido en 946) dedicó muchas páginas a elogiarla en su obra más famosa, Las mejores divisiones del conocimiento de los climas. Jerusalén bajo el dominio musulmán no alcanzó el estatus político o cultural que disfrutaban las capitales Damasco, Bagdad, El Cairo, etc.
Con el declive del Imperio carolingio a principios del siglo X, comenzó otro período de persecución por parte de los musulmanes. Sin embargo, los bizantinos recuperados llenaron este vacío y cuando el Imperio se expandió bajo las Cruzadas Bizantinas, a los cristianos se les permitió de nuevo peregrinar a Jerusalén.

#### Abásidas
Según el rabino Elijah de Chelm, los judíos alemanes vivieron en Jerusalén durante el siglo XI. Se cuenta la historia de que un judío palestino de habla alemana salvó la vida de un joven alemán de apellido Dolberger. Entonces, cuando los caballeros de la Primera Cruzada llegaron para sitiar Jerusalén, uno de los miembros de la familia de Dolberger que estaba entre ellos rescató a judíos en Palestina y los llevó de regreso a Worms para devolverles el favor.  Otra evidencia de las comunidades alemanas en la ciudad santa viene en forma de preguntas sobre la halajá enviadas desde Alemania a Jerusalén durante la segunda mitad del siglo XI.
A medida que las fronteras bizantinas se expandieron al Levante a principios del siglo XI, la tolerancia limitada de los gobernantes musulmanes hacia los cristianos en el Medio Oriente comenzó a disminuir. El califa fatimí egipcio Al-Hákim bi-Amr Allah ordenó la destrucción de todas las iglesias en todo Al-Islam comenzando con las iglesias de Jerusalén.  La Iglesia del Santo Sepulcro, venerada por la mayoría de los cristianos como el lugar de la crucifixión y el entierro de Cristo, fue uno de los lugares de adoración destruidos, pero luego se dio permiso para su reconstrucción. 
En 1070-71, el emir turco Atsiz ibn Uvaq al-Khwarizmi sitió y capturó la ciudad, colocándola bajo el control nominal del califato abasí.  En 1077, a su regreso de un desastroso intento de capturar El Cairo, la capital del califato fatimí, descubrió que en su ausencia los habitantes de Jerusalén se habían rebelado y forzado a su guarnición a refugiarse en la ciudadela. Por lo tanto, volvió a sitiar la ciudad y, al recuperarla, mató a unos 3000 habitantes rebeldes, incluidos los que se habían refugiado en la mezquita de Al-Aqsa. En 1079, Atsiz fue asesinado por su aliado nominal Tutush, quien posteriormente estableció una autoridad Abasí más firme en la zona. Un nuevo período de turbulencia comenzó en 1091 con la muerte del gobernador de Tutush en Jerusalén, Artuq y la sucesión de sus dos hijos, que eran amargos rivales. La ciudad cambió de manos entre ellos varias veces, hasta que en 1098 los fatimíes, aprovechando la oportunidad presentada por la primera Cruzada, recuperaron el control.

### Reino de Jerusalén
La decadencia de Judea sólo llegó a su fin en el siglo V d. C., cuando se convirtió en un centro monástico, y Jerusalén se convirtió en un importante centro de peregrinación cristiana y eclesiástico.  Bajo el gobierno bizantino, la población regional, compuesta por poblaciones paganas que habían emigrado allí después de que los judíos fueran expulsados tras la revuelta de Bar Kokhba, se convirtió gradualmente al cristianismo. 
Los bizantinos rediseñaron las fronteras de la tierra de Palestina. Las diversas provincias romanas (Siria Palestina, Samaria, Galilea y Perea) se reorganizaron en tres diócesis de Palestina, volviendo al nombre utilizado por primera vez por el historiador griego Heródoto a mediados del siglo V a. C.: Palestina Prima, Secunda y Tertia o Salutaris (Primera, Segunda y Tercera Palestina), parte de la diócesis de Oriente.  Palestina Prima consistía en Judea, Samaria, Paralia y Perea con el gobernador residiendo en Cesarea . Palestina Secunda consistía en Galilea, el valle inferior de Jezreel, las regiones al este de Galilea y la parte occidental de la antigua Decápolis con la sede del gobierno en Escitópolis . Palestina Tertia incluía el Négueb , el sur de Jordania (que en su día formó parte de Arabia) y la mayor parte del Sinaí, con Petra como residencia habitual del gobernador. Palestina Tertia también era conocida como Palaestina Salutaris.  Según el historiador HH Ben-Sasson,  esta reorganización tuvo lugar bajo Diocleciano (284-305), aunque otros estudiosos sugieren que este cambio se produjo más tarde, en 390.
Según Ellenblum, los francos tendían a establecerse en la mitad sur de la región entre Jerusalén y Nablus, ya que allí había una población cristiana considerable. 

### Fatimíes
La mayoría de las personas que vivían en la parte norte de Judea a finales del siglo XVI eran musulmanes; algunos de ellos residían en ciudades que hoy tienen una importante población cristiana. Según el censo otomano de 1596-1597, Birzeit y Jifna, por ejemplo, eran aldeas totalmente musulmanas, mientras que Taybeh tenía 63 familias musulmanas y 23 familias cristianas. Había 71 familias cristianas y 9 familias musulmanas en Ramallah, aunque los cristianos allí eran recién llegados que se habían mudado de la zona de Kerak solo unos años antes. Según Ehrlich, la población cristiana de la región disminuyó como resultado de una combinación de factores que incluyen empobrecimiento, opresión, marginación y persecución. La actividad sufí tuvo lugar en Jerusalén y sus alrededores, lo que muy probablemente empujó a los aldeanos cristianos de la región a convertirse al Islam. 

### Imperio Otomano
Ya desde la época de la batalla de Yarmuk, numerosas comunidades de la diáspora judía vivían en Oriente Medio.
Tras la aprobación del Edicto de Granada por parte de los Reyes Católicos, hubo una emigración masiva hacia tierras que los turcos otomanos habían conquistado . El sultán Beyazid II envió a Kemal Reis a rescatar a los sefardíes de la Inquisición en 1492, y les concedió el permiso para establecerse en su Imperio.Uno de los más influyentes fue el judío portugués José Nasi, que ocupó importantes cargos diplomáticos. 
En la ciudad griega de Salónica se instaló una de las mayores comunidades judías de todo el periodo. También data de esa época el establecimiento de la Judería de Rodas. Los sefardíes encontraron en el Imperio Otomano «una segunda patria en la que, sometidos a vejaciones y a una fuerte presión fiscal, menospreciados por los turcos, pudieron, sin embargo, seguir practicando su religión, dada la tolerancia de los turcos en materia de creencias. Muchos llevaban una vida desahogada; se les autorizaba a tener esclavos cristianos, lo cual no era frecuente en aquellas tierras». Las comunidades más importantes fueron las de Estambul –en la que hacia 1600 vivían más de ciento cincuenta mil sefardíes- y Salónica, llamada por un viajero «madre de Israel».

### Mandato Británico de Palestina
El Mandato británico de Palestina fue una administración territorial que se encomendó  al Reino Unido por la Sociedad de Naciones en Oriente Medio, tras la Primera Guerra Mundial y como parte de la división del Imperio otomano, con el estatus de territorio bajo mandato. El territorio sobre el que se estableció correspondía a la región meridional del Levante mediterráneo, una región que el Imperio otomano perdió como consecuencia de su derrota en la guerra.
Aunque el Reino Unido de Gran Bretaña e Irlanda administraba estos territorios de facto desde 1917, el Mandato entró en vigor en junio de 1922 y expiró en mayo de 1948. En un primer momento incluyó los actuales territorios de Jordania, Israel y la actual Palestina, si bien a partir de septiembre de 1922 el Reino Unido separó la parte oriental del mismo, creando el Emirato de Transjordania.

### Cisjordania
Cisjordania (del latín cis-, ‘de este lado’, y Jordán, esto es, ‘de este lado del [río] Jordán’) es, junto con la Franja de Gaza, una de las dos regiones que conforman el Estado de Palestina. Se trata de una región de 5860 km² de superficie y de 20 a 40 kilómetros de ancho delimitada al este por el río Jordán y el mar Muerto, y al oeste, norte y sur por la llamada Línea Verde, según la demarcación que se estableció en el armisticio árabe-israelí de 1949.
Cisjordania es considerada «territorio ocupado» por el derecho internacional y las Naciones Unidas, el Tribunal Internacional de Justicia,  la mayor parte de la comunidad internacional, la Autoridad Nacional Palestina, que gobierna Cisjordania, y Hamás, que gobierna la Franja de Gaza. En cambio, Israel lo considera un «territorio disputado» y no un régimen de «ocupación», mientras el derecho internacional, que no acepta la conquista militar como base de derecho, lo rechaza.
Salvo Jerusalén Este, Israel no se ha anexionado formalmente ninguna parte de Cisjordania y, dado que Jordania renunció formalmente a su soberanía (tras su anexión ilegal en 1948), tan solo es reclamada oficialmente por el Estado de Palestina, reconocido oficialmente por 145 países y por la ONU.

### Israel
El área de Judea y Samaria (transliterado: Ezór Yehudá VeShomrón) es el nombre oficial dado por la Oficina Central de Estadísticas de Israel a la parte de Cisjordania ocupada por Israel desde 1967 y no anexionada. No incluye por lo tanto Jerusalén Este, incluida a efectos administrativos en el distrito de Jerusalén. Comprende los asentamientos israelíes situadas en esta región, y la población israelí residente en el área C, definida en los Acuerdos de Oslo de 1995 y bajo control militar y administrativo de Israel.

### Cronología

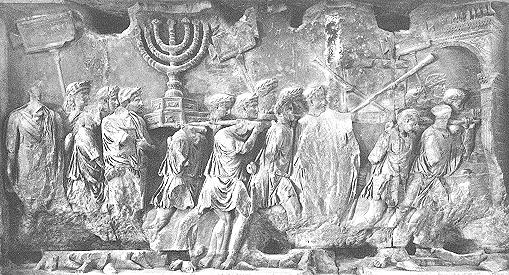
Relieve del Arco de Tito, en Roma. Presenta a los romanos portando los expolios del Templo de Jerusalén, entre los cuales se destaca la Menorá.

- Desde la revuelta macabea hasta 63 a. C.: Estado independiente judío
- 63 a. C.-6: Gobierno de Herodes I el Grande. Reino cliente del Imperio romano
- 6-41: Provincia romana. Véase: Judea (provincia romana)
- 26-36: Prefecto Poncio Pilato
- 41-44: Gobierno de Herodes Agripa I (rey cliente)
- 44-48: Provincia romana
- 48-100: Gobierno de Herodes Agripa II (rey cliente)
- 52-58: Félix gobernador de Judea, quien tuvo preso al Apóstol Pablo.
- 66-70: Primera guerra judeo-romana o Primera revuelta judía
- 100 en adelante: Provincia romana
- 115-117: Guerra de Kitos o Segunda revuelta judía
- 132-135: Rebelión de Bar Kojba (véase: Simón bar Kojba) o Tercera revuelta judía
- 135: Judea es llamada de Siria Palaestina por el emperador Adriano
- 640: Comienza el control árabe-musulmán
- 1099: Los Cruzados conquistan la región
- 1291: Derrota final de los Cruzados y se restablece el control musulmán
- 1516: Inicio del control otomano
- 1918: Derrota de los otomanos; inicio del control británico
- 1919: Incorporación al Mandato Británico de Palestina
- 1948: División entre Estado de Israel y Jordania.
- 1967: La mayor parte de la Judea histórica es ocupada por el Estado de Israel.